# Guess Who Is Back
「Guess Who Is Back」（ゲス・フー・イズ・バック）は、倖田來未の楽曲。倖田とBACK-ONが作詞、BACK-ONが作曲・編曲を手掛けた。

## 解説
本曲はシングルとしてリリースされなく、2018年8月22日発売の16枚目のオリジナル・アルバム『DNA』に収録されている。
テレビ東京系列のテレビアニメ『ブラッククローバー』の第4クールオープニングテーマとして使用された。倖田がアニメ主題歌を担当するは、2012年放送のテレビアニメ『トータル・イクリプス』の「Go to the top」以来、約6年ぶりとなる。『ブラッククローバー』製作チームから依頼を受けて制作されたこともあり、アニメの世界観を再現している。楽曲について倖田は、「今回の楽曲制作は、夢を掴むために戦うキャラクターたちとともに、私自身も限界まで挑戦したい！という思いから、疾走感や勢いのある楽曲、歌声を意識し何度もブラッシュアップを試みました」とコメントした。楽曲が用いられているオープニング・アニメーションは2018年7月10日から放送スタートした
アニメの人気に影響され、本曲は海外でも人気を博し、ファンのリクエストに応えてその後『KODA KUMI LIVE TOUR 2018 -DNA-』よりライブパフォーマンスの映像を使用してリリックビデオが制作され、2020年12月2日にリリースされたミニアルバム『angeL + monsteR［MY NAME IS...］』に付属するDVDに収録された。
2022年から2023年にかけて、blank paperはパリ、ロンドン、モントリオール、マドリードにて開催されたアニメコンベンションで本曲をライブで披露した。
倖田來未の楽曲の中で本曲がSpotifyにて世界で最もストリーミングされた楽曲であり、現在までの再生数は3,800万回以上を記録している。

## 収録アルバム
| 曲名              | 収録アルバム                                | 発売日        | 備考                     |
| ----------------- | ------------------------------------------- | ------------- | ------------------------ |
| Guess Who Is Back | DNA                                         | 2018年8月22日 |                          |
| Guess Who Is Back | Koda Kumi Driving Hit's 9 -Special Edition- | 2019年2月20日 | KATFYR Remixとして収録。 |
| Guess Who Is Back | ブラッククローバー 主題歌ベスト             | 2019年9月25日 |                          |

## 収録ライブ映像
- 『KODA KUMI LIVE TOUR 2018 -DNA-』